# Buthus awashensis
Espèce
Buthus awashensis est une espèce de scorpions de la famille des Buthidae.

## Distribution
Cette espèce se rencontre en Éthiopie, à Djibouti et en Somalie au Somaliland.

## Description
Le mâle holotype mesure 53,6 mm et la femelle paratype 63 mm.

## Systématique et taxinomie
Cette espèce a été décrite par Kovařík en 2011.

## Étymologie
Son nom d'espèce, composé de awash et du suffixe latin -ensis, « qui vit dans, qui habite », lui a été donné en référence au lieu de sa découverte, Awash.

## Publication originale
- Kovařík, 2011 : « Buthus awashensis sp. n. from Ethiopia (Scorpiones: Buthidae). » Euscorpius, no 128, p. 1–6 (texte intégral).